# Altiyan Childs
Altiyan Childs, pseudonimo di Altijan Juric (Mount Isa, 10 giugno 1975), è un cantante australiano.

## Biografia
Altiyan Childs è salito alla ribalta dopo aver vinto la seconda edizione di X Factor, adattamento australiano di X Factor, occasione che gli ha permesso di firmare un contrato con la Sony Entertainment Australia. Il suo primo album in studio, certificato platino sia dalla Australian Recording Industry Association che dalla Recorded Music NZ, ha raggiunto il podio delle classifiche australiane e neozelandesi. È stato promosso dalla hit Somewhere in the World, arrivata in top ten in ambedue le nazioni e certificata platino dalla ARIA.
Altiyan Childs è stato riconosciuto con l'ARIA Music Award all'album più venduto per il suo disco di debutto. Al progetto ha fatto seguito Born Before the Sun, presentato nel 2015.

## Discografia

### Album in studio
- 2010 – Altiyan Childs
- 2015 – Born Before the Sun

### Singoli
- 2010 – Somewhere in the World
- 2011 – Ordinary Man